# 長谷部照俉

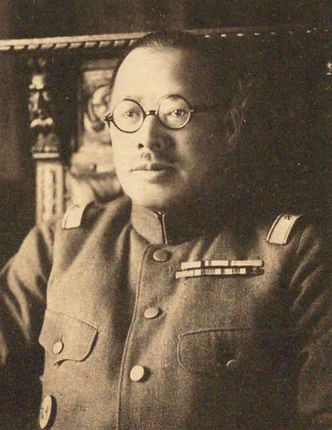
長谷部照俉

長谷部 照俉（はせべ しょうご、1881年（明治14年）9月28日 - 1953年（昭和28年）4月29日）は、日本の陸軍軍人。最終階級は陸軍少将。

## 経歴
埼玉県出身。祖父・長谷部十七吉（1819（文政2年）-1899（明治32年））は、埼玉県児玉郡本庄町（現在の本庄市）に住んでいた刀鍛冶だったが、明治維新の際、廃刀令が出されて刀の需要がなくなったので、廃業して一人娘のはん（実母）と、養子としてきた実父・万作（坂本家）は養蚕業を始めた。照俉は養蚕業の長男として生まれた。東京陸軍地方幼年学校、中央幼年学校を経て、1903年（明治36年）11月、陸軍士官学校（15期）を卒業。翌年3月、歩兵少尉に任官し歩兵第2連隊付となる。1910年（明治43年）11月、陸軍大学校（22期）を卒業した。
1911年（明治44年）12月、歩兵大尉に昇進し歩兵第2連隊中隊長となる。陸士教官を務め、1913年（大正2年）3月、陸軍委託学生として東京外国語学校露西亜語専修科を修了した。同年12月、ロシアに留学し、1914年（大正3年）9月、ロシア軍に従軍。1917年（大正6年）4月、参謀本部員に転じ、1918年（大正7年）6月、歩兵少佐に進み1919年（大正8年）3月まで浦塩派遣軍参謀としてシベリア出兵に出動。1920年（大正9年）5月、歩兵第41連隊大隊長に就任し、1922年（大正11年）8月、歩兵中佐に昇進し第5師団参謀となる。支那駐屯軍参謀を経て、1925年（大正14年）8月、第16師団司令部付として京都帝国大学服務（配属将校）となる。1926年（大正15年）3月、歩兵大佐に進んだ。
1927年（昭和2年）5月、歩兵第37連隊長に就任。1931年（昭和6年）8月、陸軍少将に進級し歩兵第3旅団長となり満洲事変に出動した。1934年（昭和9年）3月に待命となり、同月、予備役に編入された。
その後、南満洲鉄道嘱託となる。墓所は多磨霊園。

## 栄典
位階
- 1904年（明治37年）5月17日 - 正八位[8]
- 1905年（明治38年）8月18日 - 従七位[9]
- 1910年（明治43年）9月30日 - 正七位[10]
- 1915年（大正4年）10月30日 - 従六位[11]
- 1920年（大正9年）11月30日 - 正六位[12]
- 1931年（昭和6年）2月2日 - 正五位[13]

勲章等
- 1940年（昭和15年）8月15日 - 紀元二千六百年祝典記念章[14]

## 著書
- 『旬刊 講演集 NO.455、第15巻、第5号、ソ連邦を中心とする国際情勢』東京講演同好会、1937年。
- 『四股をふむロシヤの今昔』改造社、1939年。
- 『動乱欧州を衝く : 独乙の欧洲新秩序建設』誠文堂新光社、1941年。

## 親族
生家（長谷部家）
- 実父 : 万作（坂本家 1852-1933）、墓所 : 埼玉県本庄市本庄 大正院
- 実母 : はん（1859-1933）、大正院

坂本家 
- 祖父 : 坂本徳三郎（1820-1889）
- 祖母 : 茂登（1824-1898）
- 長男 : 藤太郎
- 長女 : ぬい

長谷部家  
- 祖父 : 長谷部十七吉（1819-1899）
- 祖母 : ヨネ（1829-1892）
- 本人 : 照俉、墓所 : 東京都府中市 多磨霊園
- 妻 : 喜代（関谷家 1890-1983）、多磨霊園
- 長男 : 照正（1910-2006）、多磨霊園
- 長男妻 : 米子（馬場家 1914-2008）、多磨霊園
- 長女 : 操（1912-1945）、多磨霊園
- 義父 関谷銘二郎（陸軍大佐）[1]